# Тимо Глок
Тимо Глок (18. март 1982) немачки је аутомобилиста и возач Формуле 1 у периоду од 2004. до 2013.

## Биографија
Тимо Глок је рођен 18. марта 1982. године у Линденфелсу, Немачка.
Возачку каријеру је почео са својих 15 година, возећи картинг.
Успехе је наставио у АДАК БМВ Формули, да би 2002. у немачкој Формули 3, у својој првој сезони освојио треће место и награду за рукија године.
У 2003. је возио у евросерији Формуле 3 и освојио је пету позицију у генералном пласману.
У сезони 2004. је возио Формулу 1 за тим Џордана.
Ипак каријеру је наставио ван формуле 1, на америчким и ГП2 такмичењима.
У ГП2 шампионату је освоји шампионску титулу 2007. године, што му је поново отворило врата Формуле 1.
Од сезоне 2008. је у Тојотином формула 1 тиму.

## Преглед каријере
2004.
Тимо Глок је дебитовао на ВН Канаде 2004. у Џордану. године. Трку је завршио као 11., али је након дисквалификације Вилијамсових и Тојотиних возила доспео на 7. место. Тиме је освојио два бода и придружио се кругу возача који су освојили поене у својој дебитантској трци.
Ипак сезону је наставио као тест-возач, али је захваљујући свом спонзору Дојче банци, на задње три трке возио у званичном такмичењу уместо Ђорђа Пантана.
На те три трке није успео да освоји бодове, тако да је сезону завршио са два бода на 19. месту.
2008.
Након победе у ГП2 шампионату, Тимо Глок је имао везе са више тимова.
Био је ангажован као тест-возач у БМВ-у, али је ипак одлучио да каријеру настави у Тојотином тиму.
У тиму је заменио Ралфа Шумахера.
И у овој сезони му је ВН Канаде одговарала. На њој је освојио 4. место и своје прве поене у сезони.
На ВН Мађарске је успео да се попне на подијум - освојио је друго место иза Хаики Ковалаинена.
До краја сезоне је освојио 25 поена и заузео је 10. место у генералном пласману.
Преглед свих сезона
| сезона | тим                      | бодова | пласман |
| ------ | ------------------------ | ------ | ------- |
| 2004   | Џордан Форд              | 2      | 19.     |
| 2008   | Панасоник Тојота рејсинг | 25     | 19.     |